# Naoki Sakai
Naoki Sakai, född 22 augusti 1975 i Chiba prefektur, Japan, är en japansk tidigare fotbollsspelare.